# Siegfried Müller
Siegfried Friedrich Heinrich Müller (Crossen an der Oder, 26 de octubre de 1920 - 17 de abril de 1983), conocido como «Congo Müller» (Kongo-Müller), fue un militar y mercenario alemán. Müller sirvió como candidato a oficial en la Wehrmacht durante la Segunda Guerra Mundial y, después de emigrar a la Sudáfrica del apartheid, se convirtió en un mercenario al mando de parte del 5.º Comando en la Crisis del Congo.
Dada la importante cobertura mediática de los periodistas extranjeros en el Congo, Müller alcanzó una gran notoriedad en Alemania Occidental y Oriental a mediados de la década de 1960 como resultado de sus crímenes de guerra en el Congo y su abierta nostalgia por la era nazi, incluida su costumbre de llevar prominentemente su Cruz de Hierro, convirtiéndose para algunos en un odioso representante de los mercenarios europeos en los conflictos africanos.

## Biografía
Siegfried Friedrich Heinrich Müller nació en Crossen an der Oder (actual Krosno Odrzańskie, Polonia) en la Alemania de la época de la República de Weimar en 1920, en el seno de una familia prusiana conservadora. Su padre sirvió en la Primera Guerra Mundial y más tarde sirvió en la Wehrmacht como teniente coronel. Siegfried fue inscrito en un internado en Friburgo y estuvo en el Jungvolk, alcanzando el rango de Fähnleinführer (Alférez primero). Más tarde sirvió en el Servicio de Trabajo del Reich y se unió a la Wehrmacht en 1939. Experimentó acción por primera vez durante la invasión alemana de Polonia, aunque dice que vio muy poco combate. Dice que, después de la invasión, a veces se vestía como un campesino polaco y caminaba a lo largo de las líneas de la Polonia ocupada por los soviéticos para hacer un reconocimiento. Luchó en la invasión alemana de la Unión Soviética en 1941 y pasó el resto de la guerra en el Frente Oriental. Según él mismo cuenta, fue ascendido al rango de teniente primero el 20 de abril de 1945 (cumpleaños de Hitler). Tras ser gravemente herido por un disparo en la espalda, fue evacuado de Prusia Oriental a Fráncfort, donde fue capturado por los estadounidenses.
Liberado en 1947, se alistó en el Grupo de Trabajo Civil del Ejército de los Estados Unidos (CLG), una unidad de servicio laboral estadounidense compuesta por alemanes; luego se convirtió en teniente de una unidad de seguridad del CLG. También trabajó como vigilante de la Policía Industrial y entrenó a tropas de la OTAN en París. Se le negó la entrada a la Bundeswehr en 1956, pero encontró empleo en British Petroleum, limpiando minas plantadas por el Afrika Korps en el desierto del Sáhara durante la Segunda Guerra Mundial .

## Crisis del Congo
Müller emigró a Sudáfrica en 1962 y fue reclutado como mercenario con el rango de teniente en e 5.º Comando en 1964 como parte de la represión de la rebelión simba en la Crisis del Congo. A sus 44 años, Müller era el mayor de los soldados de Mike Hoare. Fue ascendido a capitán después de una exitosa operación para tomar Albertville (actual Kalemie) y dirigió el 52.º Comando, una pequeña subunidad del 5.º Comando compuesta por aproximadamente 53 soldados, desde julio de 1964. Posteriormente fue ascendido a mayor. Durante este período, las unidades participaron en actos de violencia arbitraria generalizada, asesinatos y otros crímenes de guerra. Las fotografías muestran a Müller luciendo su Cruz de Hierro en el Congo, atrayendo la atención de los periodistas de la revista Time.
A medida que se difundían las noticias de las atrocidades cometidas por mercenarios en el Congo, Müller se convirtió en una figura odiada entre los socialistas y activistas estudiantiles de Alemania Occidental. Salió a la luz pública por primera vez a través de un artículo titulado «Atrocidad en el Congo» publicado en el número de diciembre de 1964 de la revista de tendencia izquierdista Konkret. Otra extensa entrevista incluyó a Müller hablando nostálgicamente de su servicio en la Segunda Guerra Mundial en las Polonia y Francia ocupadas por Alemania y «concluyó con él riendo mientras hablaba sobre cómo ahora se veía obligado a seguir las 'costumbres bárbaras' del Congo al no tomar prisioneros a los oponentes heridos sino simplemente matarlos a tiros». El historiador Quinn Slobodian afirma que «Müller proporcionó un vínculo entre la Alemania nazi y el conflicto poscolonial más allá de la polémica analogía».
Los medios estatales de Alemania Oriental también lo perfilaron como una figura odiada, pero algunos respondieron viéndolo como un símbolo de la contracultura comparable con los Rolling Stones. Fue entrevistado para el documental de Alemania del Este de 1966 El hombre que ríe: Confesiones de un asesino (Original: Der lachende Mann – Bekenntnisse eines Mörders), del que también fue protagonista.

## Muerte
Murió en Boksburg, Gauteng en Johannesburgo, Sudáfrica de cáncer de estómago en abril de 1983.

## En la cultura popular
El personaje del capitán Henlein de la película El último tren a Katanga de 1968 se basó en Müller.